# 이재석 (1984년)
이재석(1984년 3월 25일 ~ )은 대한민국의 배우이다.

## 학력
- 연세대학교 신문방송학과 학사

## 연기 활동

### 영화
- 《키드캅》 (1993년) - 준호 역

### 드라마
- 《무동이네 집》 (MBC, 1991년) - 무동이 역
- 《은하의 강》(KBS1, 1993년)
- 《남자는 외로워》(KBS2, 1994년)
- 《아파트》 (MBC, 1995년) - 변규영 역
- 《예스터데이》- (MBC, 1997년)
- 《미니 연작 - 봄 - 우리들의 왕따, 우리들의 왕초 》(MBC, 1999년)
- 《미니 연작 - 봄 - 오늘의 요리 》(MBC, 1999년)
- 《주몽》 (MBC, 2006년) - 비류 (沸流) 역